# Liste des langues du Tchad
Le Tchad compte environ 150 langues locales auxquelles s'ajoutent les deux langues officielles du pays que sont le français depuis 1960 et l'arabe classique depuis 1978. Une forme d'arabe, appelé arabe tchadien, sert de langue véhiculaire pour 60 % de la population, principalement dans le Nord du pays.
Voir aussi : Langues au Tchad

## Langues nationales
- Haut – A
- B
- C
- D
- E
- F
- G
- H
- I
- J
- K
- L
- M
- N
- O
- P
- Q
- R
- S
- T
- U
- V
- W
- X
- Y
- Z

### A
- l'abcharib ;
- l'arabe tchadien.

## B
- le barma (nommée également baghirmi, bagirmi, bagrimma, baguirme, baguirmi, lis, lisi, mbarma, tar bagrimma ou encore tar barma) ;
- le bedjonde (nommée également doba, gor ou mango) ;
- le beraku ;
- le besmé ;
- le bideyat ;
- le bidiyo ;
- le bilala ;
- le boua ;
- le buduma.

## D
- le dangaléat ;
- le daza ;
- le day ou daï ;
- le dadjo ;
- le doba (nommée également bedjonde, gor ou mango).

## F
- le foulfouldé (langue des Peuls).

## G
- Le gabri : langue parlée par les habitants des villages et cantons de Laï, appelé Tobanga matrice de sur langues Lélè Nangchéré Zimé Guinegueu Kim Mousgoum ; 200 000h.
- Le gouleï, goulay : langue parlée dans trois régions du Tchad à savoir la Mandoul, le Logone Oriental et la Tandjilé. Selon le dernier recensement de 2009, on dénombre 250 478 habitants y compris ceux de la diaspora.
- Le goundo.
- Le gorane.
- Le gor (nommée également bedjonde, doba ou mango).

## H
- le haoussa ;
- le herdé.

## K
- le kaba ;
- le kanembou ;
- le kanouri ;
- le kenga ;
- le kéra ;
- le kim ;
- le konaté ;
- KOTOKO parlé à mani, zafaya.majoritairement à canton mani region hajer el lamis

## L
- le lakka ;
- le lélé.

## M
- le marba ;
- le massa ;
- le masalit ;
- le mbay ;
- le médogo ;
- le mesmé ;
- le migaama ;
- le mango (nommée également bedjonde, doba ou gor) ;
- le mimi (en) ;
- le moubi ;
- le mokulu (ou mokilko, gergiko, guerguiko, mokoulou, djonkor guera, dyongor guera, diongor guera, jonkor-gera) ;
- le moundang ou mundang ;
- le mousgoum ;
- le moussey ;
- le morom.

## N
- le nangtcheré ;
- le ndam ;
- le ngambay ;
- le ngama ;
- le ngeté ;
- le niellim.

## P
- le pévé.

## S
- le sar ;
- le sara-kaba ;
- le sokoro ;
- le saba.

## T
- le toumak ;
- le tounia ou en toun est une langue parlée par un groupe au sud. Très proche du niellim, le toun est parlé dans le canton Kokaga devenu Fort Archambault puis Sahr aujourd'hui ;
- le toupouri ;
- le tedaga ;
- l'arabe tourkou ;
- le torom, langue parlée dans la sous-préfecture d'Aboudeïa, plus particulièrement dans le canton Torom.

## Z
- le zaghawa.